# Der steinerne Wolf
Der steinerne Wolf ist ein Roman Wolfgang Hohlbeins aus dem Jahr 1984 und stellt den vierten Band der von Hohlbein und seinem Freund Dieter Winkler geschaffenen Fantasy-Reihe Enwor dar. Es handelt sich um den letzten von drei Teilen, die als Stein der Macht einen eigenen Zyklus innerhalb der Reihe bilden.

## Handlung
Die abtrünnige Errish Vela ist mit dem Stein der Macht entkommen und auf dem Weg nach Westen zur Stadt Elay. Skar will ihr nach, um Rache für seinen Freund Del zu nehmen und verlässt ohne die Begleitung von Gowenna die Festung nahe der Sümpfe von Cosh und versucht, die Schattenberge zu überqueren. Da sich dies jedoch wegen des bereits eingesetzten Winters als unmöglich herausstellt, begibt er sich nach Endor. Dort gelingt es ihm, als Bettler verkleidet, eine Überfahrt nach Anchor, eine bedeutende Stadt an der Westküste Enwors, die einige Meilen südlich von Elay liegt, an Bord des Freiseglers Shantar zu erhalten. Als sich das Schiff Anchor nähert, werden sie jedoch überraschend von einem Thbarg-Schiff angehalten, deren Besatzung im Auftrag der Errish eine Durchsuchung vornehmen. Der Grund dafür ist, dass derzeit ein Kriegszug gegen die Quorrl vorbereitet wird, was weder Skar noch Andred, der Kapitän des Freiseglers, glaubwürdig erscheint. Die Thbarg ziehen schließlich ab, Skar ahnt jedoch, dass deren Anführer Gondered weiß, dass er kein Händler ist, sondern in Wirklichkeit ein Satai ist. Skar gesteht Andred gegenüber, wer er wirklich ist, und der Kapitän rät ihm bei der Einfahrt in den Hafen schließlich, sich als einfacher Seemann zu verkleiden und mit den Verladungsarbeitern von Bord zu gehen. Im Hafen merken sie jedoch zu spät, dass man ihnen eine Falle gestellt hat: Auf dem Wasser schwimmt Öl, das entzündet wird. Skar gelingt es gemeinsam mit Andred an einer anderen Stelle des Hafenbeckens unbemerkt an Land zu gehen.
Sie schleichen sich im Schutz der Dunkelheit zum Haus von Andreds altem Freund Herger, einem Trödelhändler, der jedoch vor allem als Schmuggler tätig ist. Dort stellt sich heraus, dass Andred noch an Bord des Schiffes von einem vergifteten Pfeil getroffen wurde, er muss von einem Heiler angesehen werden. Herger hintergeht Skar jedoch, da Gondered drohte, Andred zu töten, wenn er nicht kooperiert. Gondered stellt sich als der Zwerg Tantor heraus, der damals von Skar auf der Flucht vor Vela zurückgelassen wurde und nun nach Rache dürstet. Skar und Andred sollen öffentlich hingerichtet werden, als man sie jedoch abführen will, erscheint der steinerne Wolf, der Wächter der Stadt Combat, und richtet unter den Wachen ein Blutbad an, dem auch Tantor zum Opfer fällt. Das Haus fängt zu brennen an, Herger gelingt es, mit Skar das Haus zu verlassen und auf zwei Pferden zu entkommen. Herger beschließt aus für Skar nicht gänzlich nachvollziehbaren Gründen, sich Skars Reise nach Elay anzuschließen. Auf dem Weg dorthin stellen sie fest, dass die Jahreszeiten hier verrückt spielen, so blühen etwa an manchen Stellen bereits vor Frühlingsbeginn Blumen, an einer anderen Stelle trägt ein Fluss bisher nie gesehene Mengen an Eis. Skar weiß, dass es mit Vela zu tun hat, die mit ihrem beschränkten Wissen um den Stein der Macht diesen nun einsetzt und mit diesem experimentiert.
Sie stoßen auf halbem Weg nach Elay auf ein noch sehr junges Schlachtfeld, das ausschließlich aus Quorrl besteht, unter den Leichen finden sich auch Frauen und Kinder. Auffälligerweise befinden sich keine Toten oder Ausrüstungsgegenstände der Siegerseite darunter, die offenbar keinerlei Verluste hatte. Skar vermutet, dass es Vela irgendwie gelungen ist, die Quorrl zum Grenzübertritt zu bewegen, um eine Rechtfertigung zu haben, das ganze Drachenland in den Kriegszustand zu versetzen. Etwas entfernt von den Überresten findet er zwei von Velas schwarzen gepanzerten Kreaturen, die offensichtlich auch der steinerne Wolf vernichtet hat. Unter all den Toten finden sie jedoch einen Quorrl, der noch am Leben, aber schwer verletzt und bewusstlos ist. Skar erhofft, von ihm mehr Informationen zu erhalten, daher nehmen sie ihn auf einer gebauten Trage mit. Als der Krieger kurzzeitig wach ist, stößt er nur Worte in seiner Muttersprache hervor, die besagen, dass Dämonen kommen werden. Sie kriegen ebenfalls aus ihm heraus, dass er einer Gruppe von Quorrl und Menschen angehört, die gemeinsam gegen das, was in Elay vor sich geht, kämpfen – der Verletzte meint, sie sollen weiter nach Norden ziehen. Herger hat große Zweifel an der Geschichte, Skar hält es jedoch für möglich und sie machen sich auf den Weg. Sie werden schließlich von den Angehörigen des Widerstands, die sie schon länger beobachtet haben, zuerst aufgespürt und in deren Versteck, ein weiträumiges Höhlensystem in einem Berg gebracht. Dort sprechen sie mit der Anführerin Laynanya, die berichtet, dass die Margoi, die oberste Errish, nicht mehr wie früher handelt und sogar eine Reihe von Errish festnehmen ließ. Diesen gelang aber die Flucht aus der Stadt und sie schafften es, mit den Quorrl Kontakt aufzunehmen und diese zu überzeugen, dass sie einen gemeinsamen Feind haben. Laynanya ist zudem schwanger, die Folge einer Vergewaltigung. Skar sieht es nun als erwiesen an, dass Vela bereits in Elay ist und dort die Fäden hinter allem zieht.
Es wird der Plan beschlossen, durch einen Geheimgang nach Elay einzudringen und Vela dort zu töten. In den Gängen unter der Stadt begeben sich Skar, die Errish Legis und der Quorrl Mork alleine voran, um den Weg auszuspähen. Währenddessen werden die zurückgebliebenen Mitglieder der Gruppe, darunter auch Skars Begleiter Herger, vom steinernen Wolf angegriffen und getötet. Mork unterstellt Legis, dass dies von Anfang an das Ziel gewesen sei und die Quorrl belogen wurden. Skar will vermitteln, es kommt jedoch zum Kampf zwischen ihm und Mork, bei dem letzterer schließlich stirbt. Skar und Legis dringen in die Kammer der Margoi vor und findet dort Vela auf dem Thron sitzen, die sich als Laynanya herausstellt. Der Aufbau einer Widerstandsgruppe war nur einer von vielen Schachzügen in ihren Plänen. Legis wird getötet, Skar erfährt, dass auch die Vergewaltigung nie stattfand und das Kind im Bauch Velas stattdessen von ihm stammt. Vela beabsichtigt damit, ein Kind zur Welt zu bringen, das sowohl die Macht der Alten als auch der Sternengeborenen in sich trägt und zum zukünftigen Herrscher erzogen wird.
Inzwischen haben sich Gowenna und Del, den die Sumpfleute wieder zum Leben erweckt haben, mit einer großen Anzahl von Kriegern aus den Sümpfen von Cosh den Widerständlern angeschlossen und ziehen gemeinsam gegen Elay. Skar soll an Velas Seite mitansehen, wie diese vollständig vernichtet werden. Vela glaubt, diese in eine Falle gelockt zu haben, gerät dann jedoch selbst in eine und erleidet eine schwere Niederlage. Als sie den Stein der Macht einsetzen will, versiegt dessen Macht plötzlich und Vela kann nichts mehr ausrichten. Der erscheinende steinerne Wolf hat die im Stein enthaltene Macht wieder an sich genommen. Skar versteht nun, dass der Stein niemals die Quelle der Macht der Alten war, sondern deren Fluch, die Summe alles Schlechten, was es jemals in dieser Stadt gegeben hatte, darstellt. Dieser Fluch konnte nun aber gebrochen werden. Skar entscheidet sich dagegen Vela zu töten, stattdessen soll sie zum Rat der Satai auf den Berg der Götter gebracht werden, wo darüber beraten werden soll, was mit ihr und ihrem Kind geschieht. Als er mit der gebrochenen Vela auf Del und Gowenna zugeht, zerreibt er in seiner Hand den nun wertlosen Stein zu weißem Staub, der vom Wind verweht wird.

## Illustration
Wie in den Vorgängern Der wandernde Wald, Die brennende Stadt und Das tote Land findet sich dem Roman eine Karte mit den Schauplätzen beigefügt. Sie zeigt diesmal die Westküste Enwors mit dem Drachenland, dessen Zentrum die Stadt Elay darstellt. Hier finden sich bereits Hinweise, dass es sich bei der Welt von Enwor um Nordamerika handelt, so entspricht der Küstenverlauf dem Kaliforniens, deutlich erkennbar ist die Nordspitze der niederkalifornischen Halbinsel. Dies wird im nächsten Band Das schwarze Schiff schließlich bestätigt, wo sich eine zweiseitige Karte von Enwor mit den Umrissen Nordamerikas abgedruckt findet.

## Ausgaben
- Wolfgang Hohlbein: Enwor 4 – Das tote Land (= Weltbild Sammler-Editionen), Augsburg o. J.